# Jacky Sangster

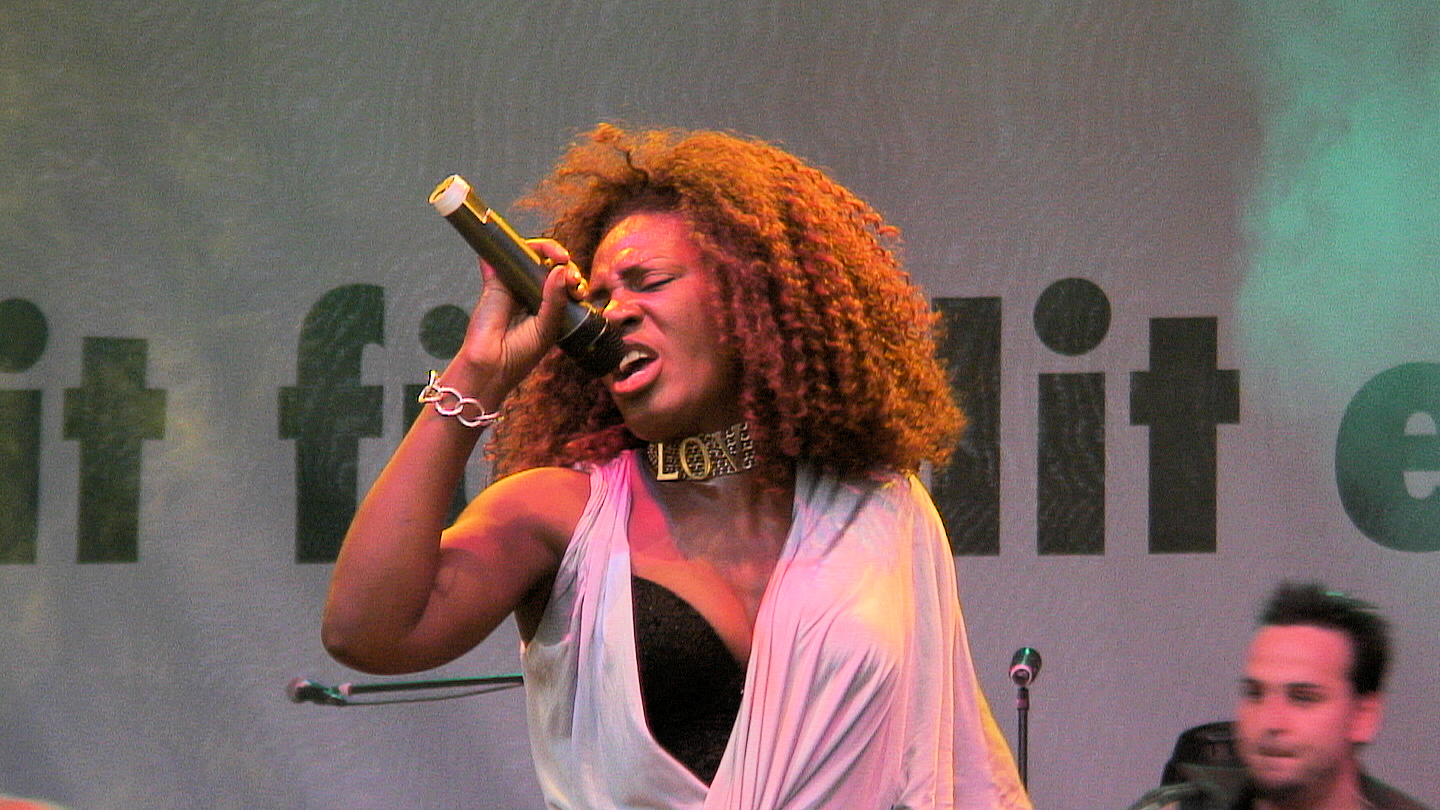
Jacky Sangster bei einem Auftritt von Culture Beat 2007

Jacky Sangster (* 18. November 1974 in London) ist eine britische Sängerin, die mit Culture Beat bekannt wurde.

## Leben und Werk
Seit 2001 ist die gebürtige Engländerin Jacky Sangster die Sängerin der Dance-Formation Culture Beat, die bereits Ende der 1980er Jahre mit Der Erdbeermund und vielen weiteren Hits (Mr. Vain Recall 2003 (Original gesungen von Tania Evans 1993), Inside Out, Pay No Mind …) auf sich aufmerksam machten.
Doch schon bevor Jacky zu Culture Beat kam, veröffentlichte sie u. a. mit Maurice Fulton (You Give Me Good Feelin ...) oder auch Adrian & Alfarez (Whats Going On (You Got Me)) ihre ersten Platten.
2002 veröffentlichte sie Knock On Wood, ein Cover von Eddie Floyd, das auch schon Amii Stewart interpretierte.
2008 haben Culture Beat mit Sangster die Single Your Love veröffentlicht.